# Azionamenti a orientamento di campo
Gli azionamenti ad orientamento di campo sono apparati elettronici composti da un motore elettrico ed un sistema di controllo denominato ad orientamento di campo. Questi sistemi possono essere realizzati sia con motori asincroni che con motori sincroni. 
La tecnica di controllo ad orientamento di campo sfrutta le differenti dinamiche esistenti tra i flussi magnetici di eccitazione e di indotto. Volendo infatti regolare con la massima dinamica possibile la coppia erogata da un motore si può fissare al valore massimo il campo generato dal flusso più lentamente variante e sfruttare il campo più velocemente variante per conseguire l'inseguimento del riferimento.
Il controllo sarà quindi caratterizzato da due sistemi in parallelo, uno più lento che andrà a regolare il flusso al traferro e quindi la corrente di eccitazione della macchina elettrica ed uno più veloce che ne determinerà la dinamica di inseguimento della coppia desiderata.